# Rastenberg
Rastenberg är en stad i Landkreis Sömmerda i förbundslandet Thüringen i Tyskland, som nämns för första gången i ett dokument från år 1070.
Kommunen ingår i förvaltningsgemenskapen Kölleda tillsammans med kommunerna Großneuhausen, Kleinneuhausen, Kölleda och Ostramondra.

## Bilder
|  |
|  |